# Sedum subtile
Sedum subtile är en fetbladsväxtart. Sedum subtile ingår i Fetknoppssläktet som ingår i familjen fetbladsväxter.

## Underarter
Arten delas in i följande underarter:
- S. s. chinense
- S. s. subtile